# Cantó de Montbéliard-Oest
El cantó de Montbéliard-Oest és un cantó francès del departament del Doubs, situat al districte de Montbéliard. Té 19 municipis i part del de Montbéliard.

## Municipis
- Aibre
- Allondans
- Bart
- Bavans
- Beutal
- Bretigney
- Désandans
- Dung
- Échenans
- Issans
- Laire
- Le Vernoy
- Lougres
- Présentevillers
- Raynans
- Saint-Julien-lès-Montbéliard
- Sainte-Marie
- Sainte-Suzanne
- Semondans

## Història
| Data d'elecció                           | Identitat       | Partit        | Qualitat |
| ---------------------------------------- | --------------- | ------------- | -------- |
| 1973-1979                                | Ernest Lelache  | Divers gauche |          |
| 1979-1985                                | Guy Bêche       | PS            |          |
| 1985-1998                                | Jacques Vernier | RPR           |          |
| 1998-                                    | Pierre Hélias   | PS            |          |
| les dades anteriors no són pas conegudes |                 |               |          |
|                                          |                 |               |          |